# Pravoslavna teološka fakulteta v Beogradu
Pravoslavna teološka fakulteta (izvirno srbsko Православни богословски факултет у Београду/Pravoslavni bogoslovski fakultet u Beogradu), s sedežem v Beogradu, je fakulteta, ki je članica Univerze v Beogradu.